# Paroniticellus festivus
Paroniticellus festivus är en skalbaggsart som beskrevs av Christian von Steven 1809. Paroniticellus festivus ingår i släktet Paroniticellus och familjen bladhorningar. Inga underarter finns listade i Catalogue of Life.